# Parallelia angularis
Parallelia angularis är en fjärilsart som beskrevs av Jean Baptiste Boisduval 1833. Parallelia angularis ingår i släktet Parallelia och familjen nattflyn. Inga underarter finns listade i Catalogue of Life.